# Abbaye de Marienmünster
L’abbaye de Marienmünster est une ancienne abbaye bénédictine à Marienmünster, dans le Land de Rhénanie-du-Nord-Westphalie et l'archidiocèse de Paderborn.

## Histoire
En 1127, Widekind (de) devient comte de Schwalenberg. L'année suivante, lui et son épouse Lutrud d'Itter (de), sur l'avis de son cousin ou de son beau-frère, l'évêque de Paderborn, Bernard d'Oesede (de), font un don pour l'abbaye bénédictine comme un monastère d'expiation. Ils fournissent des terres à proximité immédiate de leur château ancestral, l'Oldenburg (de), font construire l’église et les bâtiments du monastère et dotent le monastère de biens de subsistance pour les moines.
Lors de la fête de l'Assomption de la Vierge Marie le 15 août 1128, Bernard d'Oesede consacre le monastère et l'église en l'honneur dela Vierge Marie, l'apôtre saint Jacques et saint Christophe. La spiritualité appartient[Quoi ?] à douze moines de l'abbaye de Corvey. Le premier abbé s'appelle Gerhard.
Aux XIIe siècle et XIIIe siècle, le monastère atteint son apogée. À la fin du XIIIe siècle, à l’époque impériale, la région est dévastée par la rébellion des paysans. L'abbé Hermann sécurise le monastère en fortifiant Vörden et Bredenborn (aujourd'hui districts de Marienmünster) avec un château-fort.
Pendant la Guerre de Trente Ans, le monastère et l'église sont attaqués et volés à deux reprises par Christian de Brunswick. Les troupes hessoises et suédoises mettent le monastère et l'église en ruines de 1641 à 1646. L'abbé Ambrosius Langen fait reconstruire l'église à partir de 1661. Le maître d'œuvre Ludwig Baer dessine les plans et fait construire une église-vestibule à partir de la basilique autrefois romane. Un nouveau chœur est également bâti.
Au cours de la Guerre de Sept Ans (1756-1763), des mouvements de troupes ont lieu dans la région, notamment des cantonnements et des réparations. En 1760, les troupes de Brunswick et de Hanovre pillent le monastère et l'utilisent comme écurie pour les chevaux. En 1761, la région entourant Marienmünster est le cadre d'une bataille dévastatrice. L'abbé de Marienmünster écrit un récit de 90 pages sur les événements survenus à Marienmünster et dans ses environs, ainsi que sur les paiements exigés du monastère. Après la guerre, la base économique du monastère est détruite.
Dès le début, l'église abbatiale sert également d'église paroissiale pour les villages environnants.
Après la sécularisation le 31 mars 1803, l'église et le monastère deviennent la propriété du royaume de Prusse. Les trente-neuf moines du monastère sont expulsés et reçoivent une pension. Après le transfert, l'inventaire, qui comprend des œuvres d'art de valeur, et la bibliothèque sont vendus aux enchères.
Les bâtiments du monastère - à l'exception de l'église et d'une aile du bâtiment - ainsi que la vaste propriété sont vendus en deux à une partie intéressée catholique et protestante, qui transforme le monastère en une entreprise agricole.
Après la dissolution du monastère, la paroisse de Mariemünster reste cependant responsable du soin des paroisses de la région. Pour cette raison, deux moines sont autorisés à rester et à continuer leur travail. Les prêtres diocésains s'occupent des autres paroisses. Les pères de la Congrégation de la Passion de Jésus-Christ reprennent la pastorale en 1967. Ils s'occupent de la pastorale des communautés et des hôpitaux environnants.
L'abbaye de Marienmünster participe à la réforme municipale du 1er janvier 1970, en donnant le nom à la ville nouvellement créée, Marienmünster.
Marienmünster est toujours un lieu de pèlerinage reconnu en raison de l'image de la Vierge des Sept-Douleurs. L'ancienne église abbatiale est l'église paroissiale de la paroisse Saint-Jacques, qui appartient à l'association pastorale de Marienmünster.
Jusqu'en septembre 2014, environ cinq prêtres passionnistes vivent dans l'abbaye. L'ordre troublé quitte l'abbaye au début septembre 2014. Après une rénovation des salles, ils sont occupés par un nouveau prêtre. Il quitte l'abbaye de Marienmünster fin 2016. À l'automne 2017, un prêtre de la Communauté Saint-Martin est à Marienmünster. À partir de 2019, trois prêtres au total doivent être ici en permanence. Après des divergences entre les prêtres conservateurs de la Communauté Saint-Martin et les responsables laïcs de la paroisse, on décide au printemps 2019 que les prêtres d'Évron ne doivent plus s'occuper de l'église abbatiale et doivent chercher un autre lieu d'action dans le diocèse de Paderborn.
La cour du monastère est utilisée pour l'agriculture jusqu'au XXe siècle. En 2006, la fondation culturelle de Marienmünster est fondée, ce qui conduit à la conversion de certaines parties de la ferme en un centre de réunion et d'éducation à vocation musicale. À cette fin, les trois grands bâtiments que sont la bergerie et les granges sont reconstruits à partir de 2007. Depuis lors, des événements et des concerts ont lieu dans les locaux. La salle de concert, installée dans une grange, sert de lieu d’enregistrement et de concert pour la musique classique et la musique de chambre. En 2015, un centre d'accueil des visiteurs est construit dans la cour du monastère, devant le mur du monastère, pour un montant d'environ 1,3 million d'euros.

## Église abbatiale

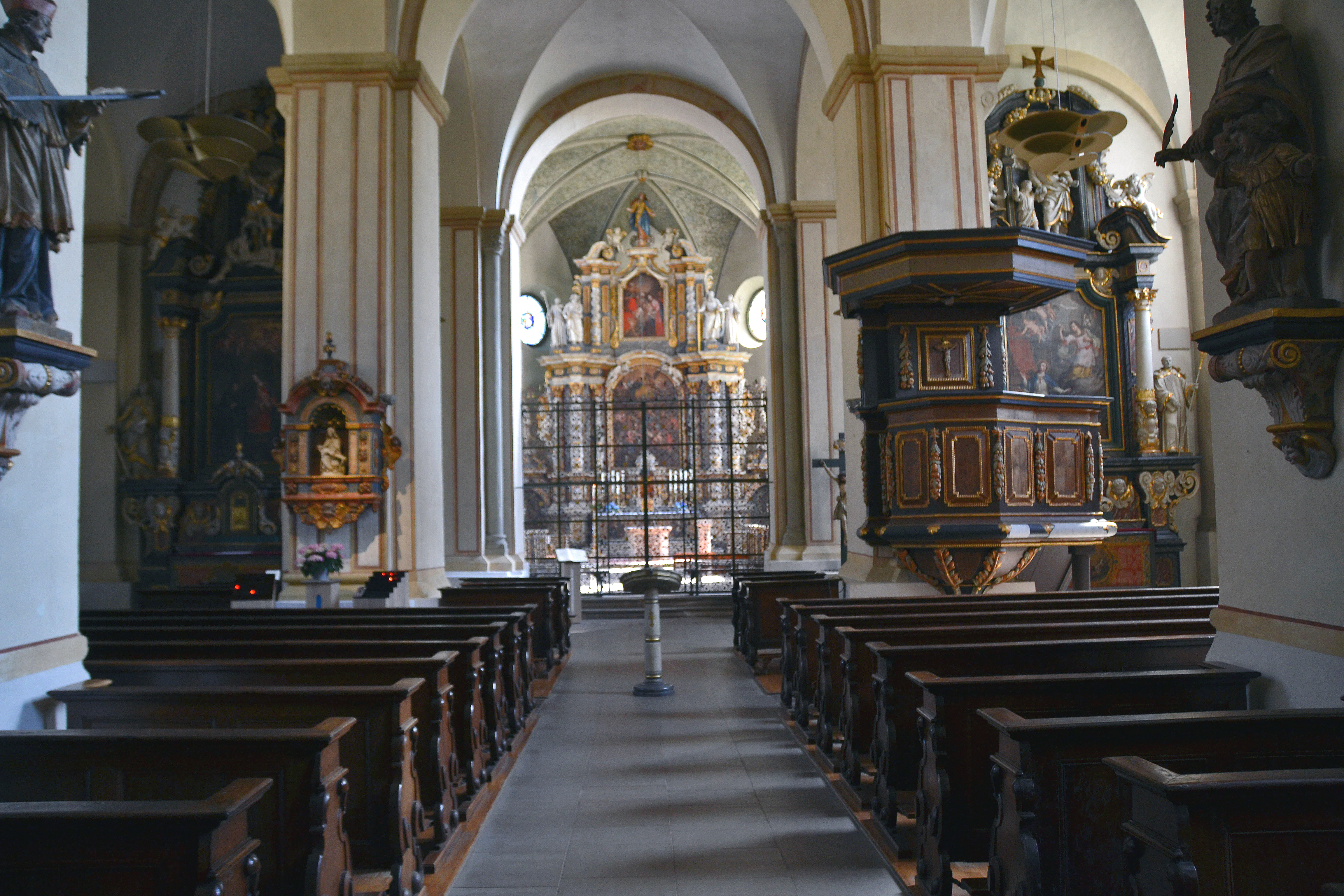
Intérieur de l'abbatiale.

L'église abbatiale d'origine est construite après 1150 dans un style roman. C'est une basilique à trois nefs et deux travées avec un transept, un chœur et une abside. À l'ouest, il y a deux clochers et une croisée du transept octogonale. À partir d'ici, seuls le vaisseau, un bas-côté et la partie inférieure de la croisée du transept sont préservés.
Au XVIIe siècle, l'église est reconstruite de manière significative. À partir de 1661, la nef de la basilique est transformée en église-halle. La croisée du transept est élevée en 1679 et dotée d'un dôme de tour baroque. À l'est, l'église est agrandie par un chœur à trois jubés, mais une sacristie est ajoutée vers 1700.
De 1854 à 1855, le sud de la nef et les deux clochers à l'ouest sont rénovées dans le style néo-roman à l'exemple de l'église Saint-Kilian de Höxter (de).
Le vaste inventaire baroque de l'église comprend le maître-autel et deux autels latéraux, créés dans les années 1680 par Paul Gladbach (de) et restaurés entre 1956 et 1966. L'orgue est créé entre 1736 et 1738 par Johann Patroclus Möller (de).

## Environnement
La résidence de l'abbaye est désignée en 2004 comme un habitat d'une superficie de 0,53 ha selon la directive habitats. Dans le grenier de l'abbaye se trouve une pépinière de l'espèce de chauve-souris Myotis myotis.